# Адар (Властелин колец: Кольца власти)
«Адар» (англ. Adar) — третий эпизод американского фантастического телесериала «Властелин колец: Кольца власти», снятый режиссёром Уэйном Йипом по сценарию Джейсона Кэхилла и Джастина Добла. Его премьера состоялась 9 сентября 2022 года.

## Сюжет
Действие эпизода, как и предыдущих, происходит во Вторую эпоху легендариума Дж. Р. Р. Толкина. Галадриэль приплывает в островное королевство людей Нуменор, и выясняется, что там совсем не рады эльфам. Она узнаёт, что метка Саурона — на самом деле карта южной части Средиземья, где Саурон, по-видимому, намерен основать своё царство. Спутник Галадриэль Холбранд оказывается наследником королевской власти над южными землями. Арондир попадает в плен к оркам и попадает на принудительные работы, где уже находятся все его товарищи-эльфы. Герои пытаются бежать, но терпят неудачу.
События ещё одной сюжетной линии происходят в землях мохноногих. Сородичи Нори Брэндифут узнают, что она заботится об упавшем с неба человеке, и наказывают её семью: та должна ехать последней во время сезонной миграции. Человек помогает Брэндифутам тащить их повозку.

## Премьера и оценки
Ещё до премьеры в социальных сетях появилось видео, позиционировавшееся как эпизод из третьей серии. В нём показана толпа людей, многие из которых имеют одинаковую внешность. В связи с этим авторы сериала подверглись критике за слишком небрежное отношение к компьютерной графике; однако позже выяснилось, что видео не имеет никакого отношения к «Адару».
Премьерный показ «Адара» состоялся 9 сентября 2022 года. Один из рецензентов отметил, что действие стало более динамичным («Наконец-то что-то происходит!»). На сайте-агрегаторе отзывов Rotten Tomatoes Эпизод получил рейтинг 86% при средней оценке 7,3 из 10.